# 月刊電撃コミックガオ!
『月刊電撃コミックガオ！』（げっかんでんげきコミックガオ）は、1993年2月号（1992年12月発売）から2008年4月号（同年2月27日発売）までメディアワークスより刊行されていた月刊少年漫画雑誌である。

## 概要
創刊時には主婦の友社、1999年以降は角川書店、2007年から休刊までは角川グループパブリッシング発売。雑誌名については、創刊から1年間は「GAO!」とアルファベット表記されていた。創刊初期連載作品の大半は『月刊コミックコンプ』から流出した移籍作品で、そのほとんどがタイトルを一部変更したり「第二部」として再スタートする措置が取られていたが、1993年6月の電撃文庫創刊後には同文庫の作品を原作とする漫画化作品が多く連載された。
メディアワークスが創立して間もなく、『コミックコンプ』の既存購読者を巻き込んだ形で創刊されたため、同社が展開するメディアミックス事業の中心となった。創刊から1年半後には、本誌創刊後にも外部スタッフの編集により刊行を続けていた『コミックコンプ』が休刊となった。
しかし『コミックコンプ』の休刊後には、本誌もまた次第に後発の姉妹誌『月刊コミック電撃大王』に知名度・発行部数などで見劣りするようになった。また、2004年頃から他社も相次いで類似のメディアミックス系漫画雑誌を次々に創刊し、シェアが縮小。そのため2007年2月号で大幅な誌面リニューアルを行い、創刊時以来となる「GAO!」の表記が復活した。しかし発行部数の回復には繋がらず、2008年4月号をもって休刊。創刊から15年、旧『コミックコンプティーク → コミックコンプ』時代も含めると20年に及ぶ歴史に幕を閉じた。
休刊時に連載されていた作品のうち7作品は『電撃大王』に移籍連載し、『電撃大王』による事実上の吸収合併となった。

## 休刊時に連載されていた作品
太字の作品は『電撃大王』に移籍。ただし「仕上げに殺陣あり」は『コミックガム』（ワニブックス刊）に移籍。
- アリソン（晴瀬ひろき、原作：時雨沢恵一）
- いぬかみっ!（松沢まり、原作：有沢まみず）
- Venus Versus Virus（鈴見敦）
- エアリセ（榎宮祐）
- ef - a fairy tale of the two.（雅樹里、原作：御影、鏡遊）
- 逆走少女-終わらない夏休み（ともぞカヲル、作：大塚英志、脚本：久保田浩康）
- 月面兎兵器ミーナ（作画：ナイロン）
- ケメコデラックス!（いわさきまさかず）
- 仕上げに殺陣あり（今ノ夜きよし、原作：中山文十郎） → 『コミックガム』（ワニブックス刊）に移籍。
- でぃ・えっち・えぃ（谷村まりか、原作：ゆうきりん）
- 天元突破グレンラガン（森小太郎、原作：GAINAX）
- とらドラ!（絶叫、原作：竹宮ゆゆこ）
- KNIGHTS（ムラオミノル）
- ななついろ★ドロップス Pure!!（水島空彦、原作：ユニゾンシフト）
- バッカーノ!（吟遊詩人、原作：成田良悟）
- 百目の騎士（村崎久都、原作：小池倫太郎）
- ほのかLv.アップ!（MATSUDA98、原作：太田顕喜）
- ゆかのゆ（大石竜子）
- 我が家のお稲荷さま。（松風水蓮、原作：柴村仁）
- わたしたちの田村くん（倉藤倖、原作：竹宮ゆゆこ）

## 休刊前に連載終了した作品
- 蒼い海のトリスティア（結城さくや、原作：工画堂スタジオ、くまさんちーむ）
- ア・リトル・ドラゴン（上田宏、原作：中村うさぎ）
- UG☆アルティメットガール（濱元隆輔、原作：m.o.e.、スタジオマトリックス）
- EAT-MAN（吉富昭仁）
- We Are -Cruel Angel's-（宇佐美渉、シナリオ：秋タカシ、KID）
- エルフを狩るモノたち（矢上裕）
- ANGEL POWDER（とがわはなまる）
- エンシェントミスティ（中村哲也、原作：虚淵玄）
- 奥さまは魔法少女（かんの糖子、原作：J.C.STAFF）
- お嬢様特急（勝又礼夫、原作：花田十輝）
- 風の華（巳蔦汐生、原作：太田顕喜）
- 銀河お嬢様伝説ユナ（いいづみ蜜、原作：明貴美加）
- 銀河戦国群雄伝ライ（真鍋譲治）
- 極上生徒会（まったくモー助、原作：コナミ）
- ころころころもちゃん（むっく）
- JAJA姫武遊伝（衣谷遊、原作：中村うさぎ）
- JUNK FORCE（剣祐介、原作：柿沼秀樹）
- スウィートマイティーガールズ（須田さぎり）
- ストレイ リトル デビル（森小太郎）
- スピードグラファー（ともぞ、原作：GONZO）
- 住めば都のコスモス荘（矢上裕）
- DARK EDGE（相川有）
- DearS（PEACH-PIT）
- デュアン・サーク（おときたたかお、原作：深沢美潮）
  - デュアン・サーク -詩人の称号-（きむらひろき、原作：深沢美潮）
- ときめきメモリアル Only Love（長谷見亮、原作：コナミデジタルエンタテインメント）
- トライアルかおる!（山本よしふみ）
- 爆裂天使（ムラオミノル、原作：GONZO）
- 爆れつハンター（臣士れい、原作：あかほりさとる）
- バトルアスリーテス大運動会（中野友貴）
- 半分の月がのぼる空（B.たろう、原作：橋本紡）
- ぴたテン（コゲどんぼ）
- ヒッカツ!（矢上裕）
- ひなどりGIRL（松沢まり）
- ひまわり幼稚園物語あいこでしょ!（大井昌和）
- フォーチュン・クエスト（迎夏生、原作：深沢美潮）
- 武神戯曲（上田宏）
- +ANIMA（迎夏生）
- ふらせら（なかねかつを、原作：小池倫太郎）
- プリズムパレット（PEACH-PIT、原作：ブロッコリー）
- 放浪見聞録（島田英次郎）
- HAUNTEDじゃんくしょん（夢来鳥ねむ）
- 撲殺天使ドクロちゃん（桜瀬みつな、原作：おかゆまさき）
- ポポ缶（いわさきまさかず）
- みずほちゃんNONSTOP!（山口りな）
- 闇世のトランフ（上田宏）
- リヴァイアサン（衣谷遊、原作：大塚英志）
- RELEASE（相楽直哉）
- ローンナイト2（吉富昭仁）
- ワンダル・ワンダリング!（迎夏生）

## アニメ化
| 作品                           | 放送年          | アニメーション制作 | 備考 |
| ------------------------------ | --------------- | ------------------ | ---- |
| 銀河戦国群雄伝ライ             | 1994年-1995年   | イージー・フイルム |      |
| 爆れつハンター                 | 1995年          | XEBEC              |      |
| エルフを狩るモノたち           | 1996年（第1期） | グループ・タック   |      |
| エルフを狩るモノたち           | 1997年（第2期） | グループ・タック   |      |
| EAT-MAN                        | 1997年          | スタジオディーン   |      |
| HAUNTEDじゃんくしょん          | 1997年          | スタジオディーン   |      |
| 臣士魔法劇場 リスキー☆セフティ | 1999年-2000年   | A.P.P.P.           |      |
| ぴたテン                       | 2002年          | マッドハウス       |      |
| DearS                          | 2004年          | 童夢               |      |
| Venus Versus Virus             | 2007年          | スタジオ雲雀       |      |